# Hintertaler Tor

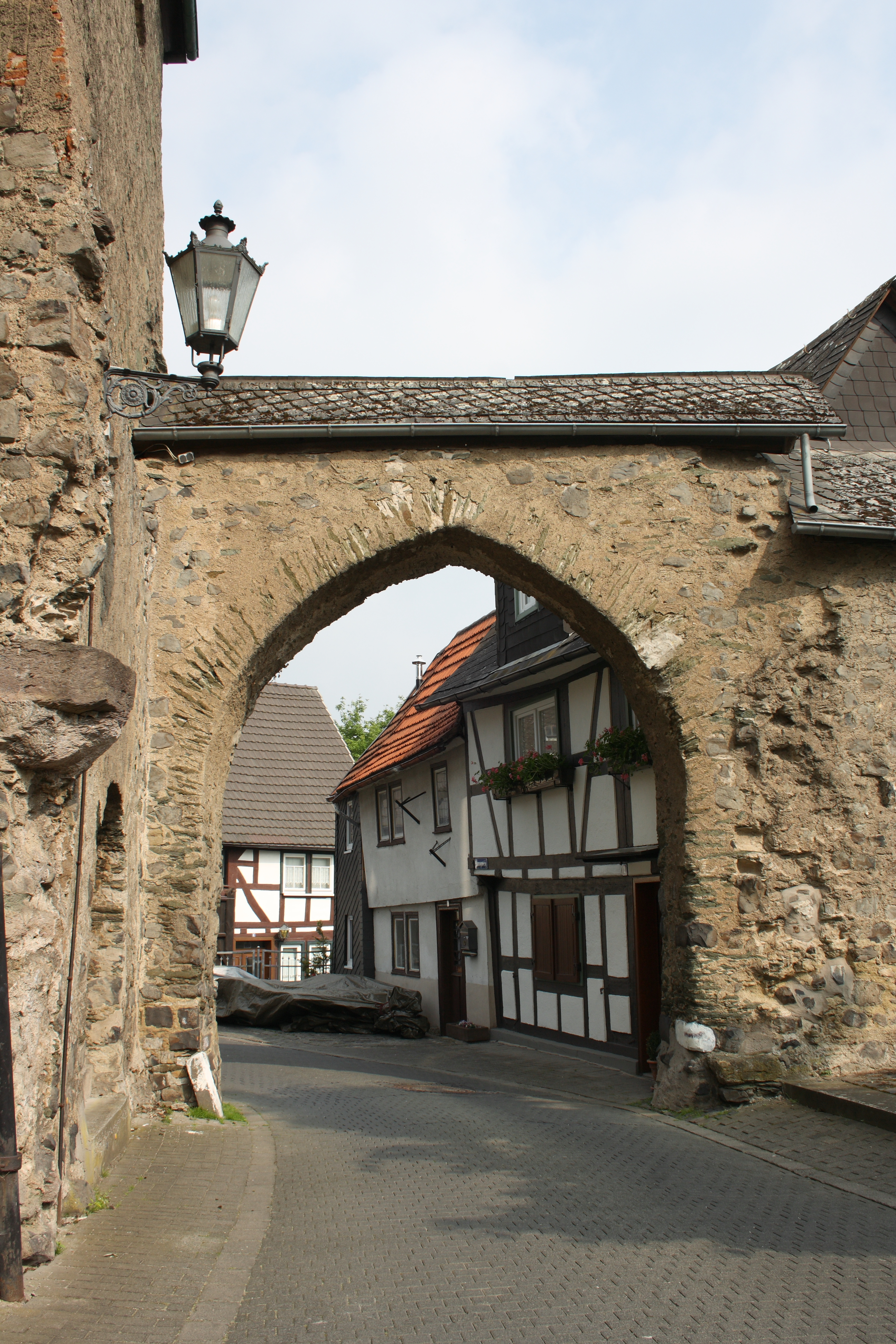
Hintertaler Tor in Braunfels

Das Hintertaler Tor in Braunfels, einer Stadt im Lahn-Dill-Kreis in Mittelhessen, wurde im 15. Jahrhundert errichtet. Das Tor beim Haus Burgweg 1  ist ein geschütztes Baudenkmal.

## Beschreibung
Zum Schutz des Hintertales, einem nördlich der Burg gelegenen Siedlungsbereich, wurde im 15. Jahrhundert eine Toranlage errichtet. Sie wurde beim Bau der Weilburger Straße  1781 teilweise niedergelegt. Heute ist nur ein spitzer Bogen und die Ansätze eines weiteren Bogens erhalten. Die Anlage ist durch zum Teil vermauerte Öffnungen mit dem nördlichen Bollwerk der Stadtbefestigung verbunden.